# MMG (productiehuis)
MMG was een Belgisch productiehuis, in 1981 opgericht met de naam Multimedia door Erwin Provoost en Guido De Keyser. Multimedia werd MultiMedia Groep, en vervolgens MMG. In 2005 werd het productiehuis overgenomen door Eyeworks.
MMG was het productiehuis voor de langspeelfilms:
- Brussels by Night (1983, regie: Marc Didden)
- Istanbul (1985, regie: Marc Didden)
- Crazy Love (1987, regie: Dominique Deruddere)
- Hector (1987, regie: Stijn Coninx)
- Wait Until Spring, Bandini (1989, regie: Dominique Deruddere)
- Koko Flanel (1990, regie: Stijn Coninx)
- Oeroeg (1993, regie: Hans Hylkema)
- De zevende hemel (1993, regie: Jean-Paul Lilienfeld)
- Max (1994, regie: Freddy Coppens)
- De zaak Alzheimer (2003, regie: Erik Van Looy)
- De bloedbruiloft (2005, regie: Dominique Deruddere)

en de fictieseries:
- Windkracht 10 (1997-1998, één)
- Flikken (1999-2009, één)
- Urbain (2005, één)